# Inge Velthuis
Inge Velthuis, née le 19 mars 1971 à Hendrik-Ido-Ambacht, est une coureuse cycliste néerlandaise, spécialiste du cyclo-cross.

## Palmarès en cyclo-cross

### Championnat du monde
- Sint-Michielsgestel 2000
  - 9e du championnat du monde de cyclo-cross

### Championnats nationaux
- 1997
  -  Championne de Pays-Bas de cyclo-cross
- 1998
  - 3e du championnat de Pays-Bas de cyclo-cross
- 1999
  - 2e du championnat de Pays-Bas de cyclo-cross

### Autres
- 1997
  - Sint-Michielsgestel (2éme épreuve)
  - Surhuisterveen Centrumcross
  - Geldermalsen
  - GP Groenen Groep
  - Wierden
  - Erp
  - 2e à Sint-Michielsgestel
- 1998
  - Erp
  - Harderwijk
  - Moergestel
  - 2e à Sint-Michielsgestel
- 1999
  - Surhuisterveen Centrumcross
  - Geldermalsen
  - Harderwijk
  - Etten-Leur
  - 2e à Gieten
  - 3e à Azencross
- 2000
  - Harderwijk
  - Lieshout
  - 3e à Gieten
  - 3e à Sint-Michielsgestel
- 2001
  - Erp
  - Lieshout
  - Boxtel
  - Surhuisterveen Centrumcross
- 2002
  - 3e du Surhuisterveen Centrumcross
- 2006
  - Wervershoof

## Palmarès en VTT
- 1996
  - 3e du championnat des Pays-Bas de cross-country

## Palmarès sur route
- 1997
  - Omloop der Kempen
- 2006
  - Westfriese Dorpenomloop